# Cynops cyanurus
Cynops cyanurus é uma espécie de anfíbio caudado pertencente à família Salamandridae. Endêmica da China.